# Šmarjeta
Šmarjeta este o localitate din comuna Šmarješke Toplice, Slovenia, cu o populație de 288 de locuitori.